# Friedrich Schur
Friedrich Heinrich Schur (Krotoszyn, 27 gennaio 1856 – Breslavia, 18 marzo 1932) è stato un matematico tedesco.

## Vita e lavoro
La famiglia di Schur era originariamente ebrea, ma si convertì al protestantesimo. Suo padre possedeva una tenuta. Frequentò il liceo a Krotoszyn e nel 1875 studiò astronomia e matematica all'Università di Breslavia con Heinrich Schröter e Jacob Rosanes. Andò poi all'Università di Berlino, dove studiò con Karl Weierstrass, Ernst Eduard Kummer, Leopold Kronecker e Gustav Kirchhoff e conseguì il dottorato nel 1879 da Kummer. Nel 1880 superò l'esame e lo stesso anno si diplomò come insegnante presso l'Università di Lipsia. Successivamente, fu assistente professore e nel 1884 divenne assistente di Felix Klein a Lipsia. Nel 1885 vi fu professore associato e nel 1888 professore all'Università di Tartu. Nel 1892 divenne professore di geometria descrittiva all'Università RWTH di Aquisgrana e nel 1897 era professore all'Università di Karlsruhe, dove era anche rettore nel 1904/1905. Nel 1909 divenne professore all'Università di Strasburgo. Dopo la sconfitta nella prima guerra mondiale, fu licenziato dai francesi nel 1919 e divenne professore a Breslavia, dove si ritirò nel 1924.
Friedrich Schur ha studiato la geometria differenziale, i gruppi di trasformazione (gruppi di Lie) dopo Sophus Lie. Molti dei suoi risultati, che ha riassunto nel suo libro Fondazione della geometria (Grundlagen der Geometrie) del 1909, possono essere trovati anche nel lavoro di David Hilbert senza riferimento a Schur. Scrisse anche un libro di testo di geometria analitica (1898) e statica grafica (1915).
Nel 1912 ricevette il Premio Lobačevskij per il suo libro Grundlagen der Geometrie. Nel 1910 fu presidente della German Mathematical Society. Ha conseguito la laurea honoris causa dell'Università di Karlsruhe. Nel 1927 fu selezionato come membro corrispondente dell'Accademia delle scienze bavarese.

## Alcuni scritti
- Schur: Grundlagen der Geometrie. Teubner, Lipsia 1909.[1]
- Schur: Lehrbuch der analytischen Geometrie.
- Schur: Zur Theorie der endlichen Transformationsgruppen. Mathematische Annalen, Bd.38, 1891.
- Schur: Ueber den Fundamentalsatz der projectiven Geometrie. Mathematische Annalen, Bd.51, 1899.
- Schur: Ueber die Grundlagen der Geometrie. Mathematische Annalen, Bd. 55, 1902